# Ochthebius subaeneus
Ochthebius subaeneus är en skalbaggsart som beskrevs av Emile Janssens 1967. Ochthebius subaeneus ingår i släktet Ochthebius och familjen vattenbrynsbaggar. Inga underarter finns listade i Catalogue of Life.